# کارآگاه سایه
کارآگاه سایه (انگلیسی: Shadow Detective; کره‌ای: 형사록) یک مجموعه تلویزیونی محصول کره جنوبی با بازی لی سونگ مین، جین گو، کیونگ سو جین و لی هاک جو است. فصل اول این مجموعه از ۲۶ اکتبر تا ۱۶ نوامبر ۲۰۲۲ از دیزنی پلاس پخش شد. فصل دوم از ۵ ژوئیه تا ۲۶ ژوئیه ۲۰۲۳ پخش شد. کارآگاه سایه همچنین برای استریم در هولو قابل دسترسی است.

## بررسی اجمالی مجموعه
| فصل | قسمت‌ها | قسمت‌ها | تاریخ اصلی روی آنتن رفتن | تاریخ اصلی روی آنتن رفتن |
| فصل | قسمت‌ها | قسمت‌ها | اولین بار                | آخرین بار                |
| --- | ------ | ------ | ------------------------ | ------------------------ |
| ۱   | ۸      | ۸      | ۲۶ اکتبر ۲۰۲۲            | ۱۶ نوامبر ۲۰۲۲           |
| ۲   | ۸      | ۸      | ۵ ژوئیه ۲۰۲۳             | ۲۶ ژوئیه ۲۰۲۳            |

## خلاصه داستان
این مجموعه داستان کارآگاهی را روایت می‌کند که در شرف بازنشستگی است و یک جنگ روانی نفس‌گیر را با مردی مرموز که در حالی که هویت خود را پنهان می‌کند، آغاز می‌کند.

## بازیگران

### اصلی
- لی سونگ مین در نقش کیم تک روک
- جین گو در نقش کوک جین هان
  - کیم مین چول در نقش جوانی جین هان
- کیونگ سو جین در نقش لی سونگ آه
- لی هاک جو در نقش سون کیونگ چان
- جونگ جین یونگ در نقش چوی دو هیون (فصل ۲)
- کیم شین روک در نقش یون جو هیوک (فصل ۲)[۶]